# Aidan Hawtin
Aidan Hawtin (sinh ngày 13 tháng 6 năm 1995) là một cựu cầu thủ bóng đá người Anh thi đấu cho Oxford United ở League Two của Anh, và cho Valdres ở giải hạng tư trong Hệ thống các giải bóng đá Na Uy. Ông có màn ra mắt English Football League ở vị trí dự bị cho Oxford United trong chiến thắng 3–0 trên sân khách trước Tranmere Rovers. Hợp đồng của anh bị hủy vào tháng 3 năm 2016 khi anh gia nhập Valdres cùng với tiền vệ của Oxford Sam Humphreys.
Anh giải nghệ năm 2017 ở tuổi 21 vì vấn đề ở đầu gối dai dẳng.

## Thống kê sự nghiệp
Tính đến trận đấu diễn ra ngày 17 tháng 10 năm 2015
| Câu lạc bộ          | Mùa giải            | Giải vô địch        | Giải vô địch | Giải vô địch | Cúp FA  | Cúp FA    | Cúp Liên đoàn | Cúp Liên đoàn | Khác    | Khác      | Tổng    | Tổng      |
| Câu lạc bộ          | Mùa giải            | Hạng đấu            | Số trận      | Bàn thắng    | Số trận | Bàn thắng | Số trận       | Bàn thắng     | Số trận | Bàn thắng | Số trận | Bàn thắng |
| ------------------- | ------------------- | ------------------- | ------------ | ------------ | ------- | --------- | ------------- | ------------- | ------- | --------- | ------- | --------- |
| Oxford United       | 2014–15             | Giải vô địch Two    | 1            | 0            | 0       | 0         | 0             | 0             | 0       | 0         | 1       | 0         |
| Banbury United      | 2014                | Southern Premier    | 8            | 1            | 0       | 0         | 0             | 0             | 7       | 0         | 15      | 1         |
| Hayes & Yeading     | 2015                | National South      | 1            | 0            | 0       | 0         | 0             | 0             | 0       | 0         | 1       | 0         |
| Brackley Town       | 2015                | National North      | 2            | 0            | 0       | 0         | 0             | 0             | 0       | 0         | 2       | 0         |
| Tổng cộng sự nghiệp | Tổng cộng sự nghiệp | Tổng cộng sự nghiệp | 12           | 1            | 0       | 0         | 0             | 0             | 7       | 0         | 19      | 1         |